# Reggina Calcio 2013-2014
Questa voce raccoglie le informazioni riguardanti la Reggina Calcio nelle competizioni ufficiali della stagione 2013-2014.

## Stagione
Nell'anno del centenario, il 15 giugno 2013 la società ingaggia l'allenatore Gianluca Atzori, già alla guida degli amaranto nel 2010-2011. Lo stesso Atzori viene poi esonerato il 21 ottobre dello stesso anno, al suo posto viene ingaggiato Fabrizio Castori. Pochi giorni dopo, con un comunicato ufficiale la società ufficializza le nuove cariche societarie: Lillo Foti non figura più nell'organigramma, e al posto della carica di presidente è inserita quella di amministratore unico, ricoperta da Giuseppe Ranieri. Dopo 6 giornate sulla panchina amaranto, anche Castori viene sollevato dall'incarico; gli subentra lo stesso Atzori. Il 7 gennaio 2014 l'allenatore di Collepardo viene nuovamente esonerato, al suo posto subentra il duo Franco Gagliardi-Diego Zanin (già tecnico della Primavera); Gagliardi è ufficialmente l'allenatore della squadra, in quanto Zanin non dispone del patentino per allenare in Serie B. Il 30 aprile 2014 la Disciplinare commina un punto di penalizzazione per poi diventare tre il 7 maggio 2014, fatali alla squadra che retrocede aritmeticamente in Serie C. Il 16 maggio 2014 la Disciplinare riduce i punti di penalità da tre a uno ma la Reggina è sempre retrocessa e chiude la stagione al 21º posto. Gli abbonati furono 3.477.

## Divise e sponsor
Lo sponsor tecnico è l'azienda Lotto. Il primo sponsor sulle maglie è ancora l'azienda di telecomunicazioni Ciao. Il secondo sponsor l'ormai decennale azienda Stocco&Stocco. Mentre l'azienda di Bovalino Marina (RC) Clima Control sarà il terzo sponsor sui pantaloncini fino a settembre. Infatti proprio da settembre 2013 la Lega Calcio di Serie B sospende l'accordo tra la Reggina e la Clima Control per far seguito all'iniziativa di affidare gli spazi congiunti dei 22 pantaloncini di serie B alla Came. Per la prima volta la serie b adotta la sponsorizzazione sotto il numero nel posteriore delle maglie, l'azienda che sponsorizza tutte le squadre del campionato cadetto è la NGM mobile.
| Casa | Trasferta | Terza divisa |

## Rosa
Rosa aggiornata al 3 febbraio 2014.
| N. |                           | Ruolo | Calciatore                  |
| -- | ------------------------- | ----- | --------------------------- |
| 1  | Italia (bandiera)         | P     | Massimiliano Benassi        |
| 1  | Italia (bandiera)         | P     | Mirko Pigliacelli           |
| 2  | Sierra Leone (bandiera)   | C     | Rodney Strasser             |
| 3  | Brasile (bandiera)        | C     | Maicon de Silva Moreira     |
| 4  | Italia (bandiera)         | C     | Francesco De Rose           |
| 4  | Rep. del Congo (bandiera) | C     | Yves Pambou                 |
| 5  | Italia (bandiera)         | D     | Fabio Lucioni               |
| 6  | Croazia (bandiera)        | D     | Kristijan Ipša              |
| 7  | Italia (bandiera)         | C     | Francesco Bombagi           |
| 7  | Italia (bandiera)         | D     | Valerio Foglio              |
| 8  | Italia (bandiera)         | C     | Alessandro Sbaffo           |
| 9  | Italia (bandiera)         | A     | Federico Gerardi            |
| 10 | Italia (bandiera)         | A     | David Di Michele (capitano) |
| 11 | Italia (bandiera)         | A     | Manuel Fischnaller          |
| 12 | Italia (bandiera)         | P     | Giovanni Zandrini           |
| 13 | Brasile (bandiera)        | A     | Adriano Louzada             |
| 14 | Italia (bandiera)         | C     | Giuseppe Colucci            |
| 14 | Italia (bandiera)         | A     | Federico Caruso             |
| 15 | Polonia (bandiera)        | D     | Paweł Bochniewicz           |
| 16 | Italia (bandiera)         | D     | Giovanni Di Lorenzo         |

| N. |                    | Ruolo | Calciatore              |
| -- | ------------------ | ----- | ----------------------- |
| 17 | Italia (bandiera)  | D     | Matteo Gentili          |
| 17 | Italia (bandiera)  | A     | Nicolao Dumitru         |
| 18 | Uruguay (bandiera) | C     | Pablo Caballero         |
| 18 | Italia (bandiera)  | D     | Mauro Coppolaro         |
| 19 | Italia (bandiera)  | C     | Nicola Rigoni           |
| 19 | Italia (bandiera)  | A     | Francesco Salandria     |
| 20 | Italia (bandiera)  | A     | Andrea Cocco            |
| 20 | Italia (bandiera)  | D     | Paolo Frascatore        |
| 21 | Italia (bandiera)  | C     | Sergio Contessa         |
| 22 | Italia (bandiera)  | P     | Paolo Baiocco           |
| 22 | Italia (bandiera)  | P     | Mattia Licastro         |
| 23 | Nigeria (bandiera) | D     | Daniel Adejo            |
| 24 | Italia (bandiera)  | C     | Jacopo Dall'Oglio       |
| 25 | Italia (bandiera)  | C     | Marco Condemi           |
| 26 | Italia (bandiera)  | A     | Francesco Perrone       |
| 27 | Spagna (bandiera)  | C     | Miguel Ángel Sainz-Maza |
| 28 | Italia (bandiera)  | A     | Filippo Falco           |
| 28 | Italia (bandiera)  | C     | Antonino Barillà        |
| 29 | Italia (bandiera)  | C     | Riccardo Ammirati       |

## Calciomercato

### Sessione invernale(dall'1/1/2014 al 31/1/2014)
| Acquisti | Acquisti          | Acquisti  | Acquisti         |
| R.       | Nome              | da        | Modalità         |
| -------- | ----------------- | --------- | ---------------- |
| C        | Antonino Barillà  | Sampdoria | rientro prestito |
| P        | Mirko Pigliacelli | Parma     | prestito         |
| D        | Paolo Frascatore  | Roma      | prestito         |
| P        | Enes Azizi        | Reggiana  | definitivo       |
| A        | Nicolao Dumitru   | Napoli    | prestito         |

| Cessioni | Cessioni                | Cessioni     | Cessioni              |
| R.       | Nome                    | a            | Modalità              |
| -------- | ----------------------- | ------------ | --------------------- |
| P        | Massimiliano Benassi    | Lecce        | rientro prestito      |
| D        | Matteo Gentili          | Atalanta     |                       |
| D        | Pablo Eduardo Caballero | Cerro        | rientro prestito      |
| P        | Daniel Leone            | Torres       | prestito              |
| A        | Giovanni Catanese       | Tuttocuoio   | prestito              |
| C        | Francesco De Rose       | Lecce        | prestito              |
| C        | Aaron Akrapovic         | HinterReggio | prestito              |
| A        | Filippo Falco           | Lecce        | rientro prestito      |
| C        | Giuseppe Colucci        |              | rescissione contratto |
| A        | Andrea Cocco            | Verona       | rientro prestito      |
| C        | Nicola Rigoni           | Chievo       | rientro prestito      |
| A        | Alessio Viola           | Frosinone    | prestito              |

## Risultati

### Serie B

#### Girone di andata
| Reggio Calabria 23 agosto 2013, ore 20:30 1ª giornata | Reggina             | 0 – 0 referto | Bari | Stadio Oreste Granillo (14 713 spett.)\| Arbitro: \| Merchiori (Ferrara) \| |
| Arbitro:                                              | Merchiori (Ferrara) |               |      |                                                                             |

| Arbitro: | Maresca (Napoli) |

|           |           |           |
| Amenta 1’ | Marcatori | 86’ Cocco |

| Arbitro: | Di Paolo (Avezzano) |

|                                 |           |           |
| Di Michele 70’ Gerardi 76’, 81’ | Marcatori | 52’ Suciu |

| Arbitro: | Borriello (Mantova) |

|                                           |           |  |
| Đurić 20’, 41’ Pirrone 50’ M. Mancosu 63’ | Marcatori |  |

| Arbitro: | Ghersini (Genova) |

|                 |           |                       |
| Fischnaller 71’ | Marcatori | 28’ (aut.) G. Colucci |

| Arbitro: | Fabbri (Ravenna) |

|               |           |  |
| Pavoletti 83’ | Marcatori |  |

| Arbitro: | Saia (Palermo) |

|  |           |                |
|  | Marcatori | 90+3’ Memushaj |

| Arbitro: | Gavillucci (Latina) |

|                         |           |  |
| Ishak 40’ Torromino 53’ | Marcatori |  |

| Arbitro: | Candussio (Udine) |

|                        |           |                 |
| Gerardi 49’ Foglio 84’ | Marcatori | 64’ Pucciarelli |

| Arbitro: | Baracani (Firenze) |

|                                   |           |  |
| T. Bianchi 13’ Babacar 87’, 90+3’ | Marcatori |  |

| Arbitro: | Aureliano (Bologna) |

|                                |           |                                            |
| Schiavi 36’ (aut.) Gerardi 88’ | Marcatori | 53’ (rig.) Maniero 59’ Politano 63’ Ragusa |

| Arbitro: | Mariani (Aprilia) |

|               |           |  |
| Jefferson 81’ | Marcatori |  |

| Arbitro: | Ostinelli (Como) |

|                            |           |                  |
| Di Michele 55’, 88’ (rig.) | Marcatori | 47’ (rig.) Ciano |

| Arbitro: | Mariani (Aprilia) |

|  |           |                          |
|  | Marcatori | 8’ Barreto 89’ Milanović |

| Cittadella 23 novembre 2013, ore 15:00 15ª giornata | Cittadella          | 0 – 0 referto | Reggina | Stadio Piercesare Tombolato (1 842 spett.)\| Arbitro: \| Di Paolo (Avezzano) \| |
| Arbitro:                                            | Di Paolo (Avezzano) |               |         |                                                                                 |

| Arbitro: | Baracani (Firenze) |

|           |           |                         |
| Maicon 1’ | Marcatori | 49’ Migliore 58’ Ebagua |

| Arbitro: | Maresca (Napoli) |

|                                       |           |            |
| And. Caracciolo 43’ (rig.) Grossi 74’ | Marcatori | 59’ Sbaffo |

| Arbitro: | Gavillucci (Latina) |

|  |           |                        |
|  | Marcatori | 39’ Rosina 48’ Rosseti |

| Arbitro: | Ciampi (Roma) |

|                                             |           |             |
| D'Alessandro 19’ Cascione 55’ Rodríguez 73’ | Marcatori | 61’ Gerardi |

| Arbitro: | Candussio (Udine) |

|               |           |                      |
| Di Michele 2’ | Marcatori | 57’ (rig.) Galabinov |

| Arbitro: | Pinzani (Empoli) |

|                      |           |                        |
| Masi 72’ Rispoli 89’ | Marcatori | 79’ (aut.) Meccariello |

#### Girone di ritorno
| Arbitro: | Ostinelli (Como) |

|  |           |           |
|  | Marcatori | 1’ Maicon |

| Arbitro: | Di Bello (Brindisi) |

|             |           |  |
| Barillà 65’ | Marcatori |  |

| Arbitro: | Di Paolo (Avezzano) |

|              |           |             |
| Di Nardo 64’ | Marcatori | 84’ Gerardi |

| Arbitro: | Abbattista (Molfetta) |

|             |           |                |
| Barillà 87’ | Marcatori | 74’ M. Mancosu |

| Arbitro: | Gavillucci (Latina) |

|               |           |  |
| Sansovini 28’ | Marcatori |  |

| Arbitro: | Cervellera (Taranto) |

|                                             |           |                                              |
| Dumitru 7’ Di Michele 45’ Fischnaller 90+1’ | Marcatori | 63’ Bjelanović 75’, 90+2’ Oduamadi 86’ Calil |

| Arbitro: | Baracani (Firenze) |

|  |           |                                       |
|  | Marcatori | 63’ Lucioni 69’ Sbaffo 79’ Di Michele |

| Arbitro: | Ciampi (Roma) |

|             |           |                                                   |
| Gerardi 73’ | Marcatori | 65’ Cataldi 75’ Ishak 84’ (rig.), 90+4’ Pettinari |

| Arbitro: | Pairetto (Nichelino) |

|                                               |           |  |
| Maccarone 11’ Pucciarelli 23’, 40’ Rugani 35’ | Marcatori |  |

| Arbitro: | Merchiori (Ferrara) |

|                           |           |                   |
| Dumitru 36’ Barillà 90+2’ | Marcatori | 52’, 75’ Granoche |

| Arbitro: | Roca (Foggia) |

|                         |           |                                |
| Brugman 21’ Mascara 86’ | Marcatori | 23’ Di Michele 88’ Fischnaller |

| Arbitro: | Ostinelli (Como) |

|  |           |              |
|  | Marcatori | 87’ Jonathas |

| Arbitro: | Pinzani (Empoli) |

|                           |           |                                 |
| R. Improta 28’ Rocchi 63’ | Marcatori | 39’ (rig.) Di Michele 78’ Adejo |

| Arbitro: | Di Paolo (Avezzano) |

|            |           |  |
| Dybala 29’ | Marcatori |  |

| Arbitro: | Nasca (Bari) |

|  |           |                        |
|  | Marcatori | 79’ (aut.) Bochniewicz |

| Arbitro: | Pasqua (Tivoli) |

|                        |           |                 |
| Ebagua 12’ Bellomo 90’ | Marcatori | 24’ Fischnaller |

| Arbitro: | Fabbri (Ravenna) |

|                 |           |                   |
| Fischnaller 30’ | Marcatori | 78’ (rig.) Corvia |

| Arbitro: | Aureliano (Bologna) |

|                              |           |                |
| Spinazzola 11’ Schiavone 78’ | Marcatori | 80’ Dall'Oglio |

| Arbitro: | La Penna (Roma) |

|             |           |                            |
| Lucioni 13’ | Marcatori | 13’ Cascione 55’ Rodríguez |

| Arbitro: | Abbattista (Molfetta) |

|                                    |           |  |
| Fabbro 33’ Galabinov 73’ Ciano 79’ | Marcatori |  |

| Arbitro: | Minelli (Varese) |

|                 |           |                           |
| Fischnaller 12’ | Marcatori | 10’ Avenatti 75’ Alfageme |

### Coppa Italia
| Arbitro: | Chiffi (Padova) |

|             |           |  |
| Gerardi 44’ | Marcatori |  |

| Arbitro: | Valeri (Roma) |

|             |           |  |
| Gerardi 48’ | Marcatori |  |

| Arbitro: | Merchiori (Ferrara) |

|                                                   |           |             |
| Paloschi 16’ (rig.), 25’ Ardemagni 50’ Victor 77’ | Marcatori | 36’ Gentili |

## Statistiche
Statistiche aggiornate al 30 maggio 2014.

### Statistiche di squadra
| Competizione | Punti | In casa | In casa | In casa | In casa | In casa | In casa | In trasferta | In trasferta | In trasferta | In trasferta | In trasferta | In trasferta | Totale | Totale | Totale | Totale | Totale | Totale | DR  |
| Competizione | Punti | G       | V       | N       | P       | Gf      | Gs      | G            | V            | N            | P            | Gf           | Gs           | G      | V      | N      | P      | Gf     | Gs     | DR  |
| ------------ | ----- | ------- | ------- | ------- | ------- | ------- | ------- | ------------ | ------------ | ------------ | ------------ | ------------ | ------------ | ------ | ------ | ------ | ------ | ------ | ------ | --- |
| Serie B      | 28    | 21      | 4       | 6       | 11      | 23      | 33      | 21           | 2            | 5            | 14           | 15           | 37           | 42     | 6      | 11     | 25     | 38     | 70     | -32 |
| Coppa Italia | -     | 2       | 2       | 0       | 0       | 2       | 0       | 1            | 0            | 0            | 1            | 1            | 4            | 3      | 2      | 0      | 1      | 3      | 4      | -1  |
| Totale       | -     | 22      | 6       | 6       | 11      | 25      | 33      | 22           | 2            | 5            | 15           | 16           | 41           | 45     | 8      | 11     | 26     | 41     | 74     | -33 |

### Statistiche dei giocatori
| Giocatore      | Serie B  | Serie B | Serie B     | Serie B    | Coppa Italia | Coppa Italia | Coppa Italia | Coppa Italia | Totale   | Totale | Totale      | Totale     |
| Giocatore      | Presenze | Reti    | Ammonizioni | Espulsioni | Presenze     | Reti         | Ammonizioni  | Espulsioni   | Presenze | Reti   | Ammonizioni | Espulsioni |
| -------------- | -------- | ------- | ----------- | ---------- | ------------ | ------------ | ------------ | ------------ | -------- | ------ | ----------- | ---------- |
| P. Baiocco     | -        | -       | -           | -          | 2            | 0            | 0            | 0            | 2        | 0      | 0           | 0          |
| M. Pigliacelli | 21       | 0       | 1           | 0          | -            | -            | -            | -            | 21       | 0      | 1           | 0          |
| G. Zandrini    | 5        | 0       | 0           | 0          | -            | -            | -            | -            | 5        | 0      | 0           | 0          |
| M. Benassi     | 17       | 0       | 0           | 0          | 1            | 0            | 1            | 0            | 18       | 0      | 1           | 0          |
| D. Adejo       | 32       | 1       | 5           | 0          | 3            | 0            | 1            | 0            | 35       | 1      | 6           | 0          |
| G. Di Lorenzo  | 20       | 0       | 4           | 0          | -            | -            | -            | -            | 20       | 0      | 4           | 0          |
| F. Lucioni     | 37       | 2       | 7           | 2          | 2            | 0            | 0            | 0            | 39       | 2      | 7           | 2          |
| K. Ipsa        | 28       | 0       | 2           | 1          | 3            | 0            | 0            | 0            | 31       | 0      | 2           | 1          |
| M. Coppolaro   | 5        | 0       | 0           | 0          | -            | -            | -            | -            | 5        | 0      | 0           | 0          |
| M. Gentili     | 2        | 0       | 0           | 0          | 1            | 1            | 0            | 0            | 3        | 1      | 0           | 0          |
| P. Bochmewicz  | 11       | 0       | 1           | 1          | -            | -            | -            | -            | 11       | 0      | 1           | 1          |
| P. Frascatore  | 5        | 0       | 1           | 0          | -            | -            | -            | -            | 5        | 0      | 1           | 0          |
| R. Strasser    | 22       | 0       | 8           | 0          | -            | -            | -            | -            | 22       | 0      | 8           | 0          |
| J. Dal'Oglio   | 36       | 1       | 10          | 0          | 2            | 0            | 0            | 0            | 38       | 1      | 10          | 0          |
| F. Salandria   | 1        | 0       | 0           | 0          | -            | -            | -            | -            | 1        | 0      | 0           | 0          |
| A. Barillà     | 20       | 3       | 7           | 1          | 2            | 0            | 0            | 0            | 22       | 3      | 7           | 1          |
| F. De Rose     | 14       | 0       | 3           | 0          | 3            | 0            | 1            | 0            | 17       | 0      | 4           | 0          |
| N. Rigoni      | 16       | 0       | 3           | 0          | 1            | 0            | 0            | 0            | 17       | 0      | 3           | 0          |
| A. Sbaffo      | 30       | 2       | 5           | 0          | 1            | 0            | 0            | 0            | 31       | 2      | 5           | 0          |
| G. Colucci     | 8        | 0       | 3           | 1          | 2            | 0            | 0            | 0            | 10       | 0      | 3           | 1          |
| M. Condemi     | 2        | 0       | 0           | 0          | -            | -            | -            | -            | 2        | 0      | 0           | 0          |
| P. Caballero   | 4        | 0       | 0           | 0          | 2            | 0            | 0            | 0            | 6        | 0      | 0           | 0          |
| Maicon         | 34       | 2       | 5           | 0          | 3            | 0            | 0            | 0            | 37       | 2      | 5           | 0          |
| V. Foglio      | 23       | 1       | 5           | 0          | 1            | 0            | 0            | 0            | 24       | 1      | 5           | 0          |
| S. Contessa    | 9        | 0       | 0           | 0          | 1            | 0            | 0            | 0            | 10       | 0      | 0           | 0          |
| Y. Pambou      | 20       | 0       | 2           | 1          | -            | -            | -            | -            | 20       | 0      | 2           | 1          |
| M. Maza        | 10       | 0       | 1           | 0          | 1            | 0            | 0            | 0            | 11       | 0      | 1           | 0          |
| F. Bombagi     | -        | -       | -           | -          | 1            | 0            | 0            | 0            | 1        | 0      | 0           | 0          |
| F. Perrone     | 2        | 0       | 0           | 0          | -            | -            | -            | -            | 2        | 0      | 0           | 0          |
| F. Falco       | 3        | 0       | 0           | 0          | -            | -            | -            | -            | 3        | 0      | 0           | 0          |
| N. Dumitru     | 13       | 2       | 0           | 0          | -            | -            | -            | -            | 13       | 2      | 0           | 0          |
| A. Louzada     | 8        | 0       | 1           | 0          | 1            | 0            | 0            | 0            | 9        | 0      | 1           | 0          |
| M. Fischnaller | 35       | 6       | 3           | 1          | 3            | 0            | 0            | 0            | 38       | 6      | 3           | 1          |
| D. Di Michele  | 35       | 8       | 9           | 0          | 1            | 0            | 0            | 0            | 36       | 8      | 9           | 0          |
| A. Cocco       | 18       | 1       | 7           | 0          | 3            | 0            | 0            | 0            | 21       | 1      | 7           | 0          |
| F. Gerardi     | 33       | 7       | 2           | 0          | 2            | 2            | 0            | 0            | 35       | 9      | 2           | 0          |
| F. Caruso      | 3        | 0       | 0           | 0          | -            | -            | -            | -            | 3        | 0      | 0           | 0          |

## Giovanili

### Organigramma societario
Area tecnica
- Allenatore Primavera: Emilio Belmonte (in precedenza: Domenico Caso[17] e Diego Zanin, quest'ultimo passato in prima squadra).
- Allenatore Giovanissimi Nazionali: Gabriele Geretto
- Allenatore Allievi Nazionali: Carlo Ricchetti